# Аварія на АЕС Сен-Лоран (1969)
47°43′12″ пн. ш. 1°34′49″ сх. д. / 47.72° пн. ш. 1.5802777777778° сх. д.

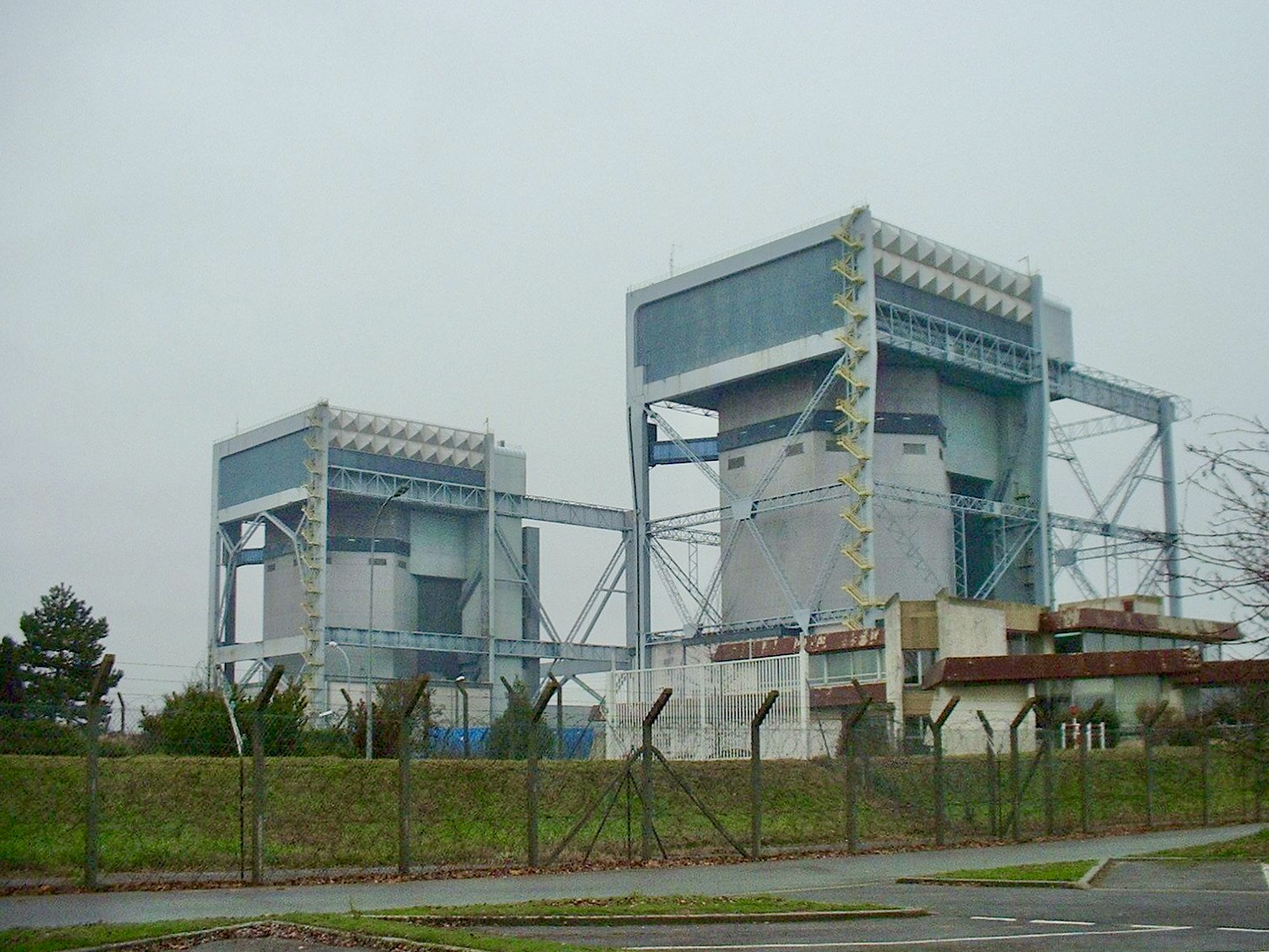
Зупинені блоки SLA1 і SLA2

Аварія на АЕС Сен-Лоран-дез-О (фр. Saint-Laurent-des-Eaux) 1969 року — радіаційна аварія 4-го рівня за шкалою INES, що сталася 17 жовтня 1969 року на атомній станції Сен-Лоран-дез-О (Франція).

## Обставини
Вночі 17 жовтня 1969 року при виконанні перевантаження палива, в результаті відмови обладнання і помилки оператора сталося часткове розплавлення активної зони ядерного реактора. Розплавилися 50 кг діоксиду урану, поміщеного в газоохолоджуваний уран-графітовий реактор типу UNGG першого блоку.
Забруднення не вийшло за межі АЕС, і населення не було повідомлено у відповідності з політикою L'électricité de France, бо інцидент не приводив до прямого збитку людям, майну та навколишньому середовищу.

## Ліквідація наслідків
Операція з очищення почалася через 10 днів після аварії. Більша частина робіт була проведена дистанційно керованими механізмами, а також вручну працівниками. Були витягнуті 47 кг урану.
Енергоблок був перезапущений 16 жовтня 1970 року, через рік після аварії на першому реакторі АЕС Сен-Лоран.